# Summer World University Games 2025/Teilnehmer (Somalia)
| Gelbes Symbol für Goldmedaillen mit stilisierten Olympischen Ringen | Graues Symbol für Silbermedaillen mit stilisierten Olympischen Ringen | Braundes Symbol für Bronzemedaillen mit stilisierten Olympischen Ringen |
| ------------------------------------------------------------------- | --------------------------------------------------------------------- | ----------------------------------------------------------------------- |
| —                                                                   | —                                                                     | —                                                                       |

Somalia nahm an den Summer World University Games 2025 vom 16. bis zum 27. Juli mit einem Athleten teil.

## Teilnehmer nach Sportarten

### Leichtathletik
Laufen und Gehen
| Athleten                | Wettbewerb | Vorlauf | Vorlauf | Halbfinale    | Halbfinale    | Finale        | Finale        | Rang |
| Athleten                | Wettbewerb | Zeit    | Rang    | Zeit          | Rang          | Zeit          | Rang          | Rang |
| ----------------------- | ---------- | ------- | ------- | ------------- | ------------- | ------------- | ------------- | ---- |
| Männer                  |            |         |         |               |               |               |               |      |
| Mohamed Ibrahim Abdinur | 800 m      | DNS     | DNS     | ausgeschieden | ausgeschieden | ausgeschieden | ausgeschieden | —    |
| Mohamed Ibrahim Abdinur | 1500 m     | DNS     | DNS     | ausgeschieden | ausgeschieden | ausgeschieden | ausgeschieden | —    |